# Списак основних школа у регији Добој
Списак државних основних школа у регији Добој чине основние школа у 11. локалних заједница, односно граду Добоју и граду Дервента и општинама Брод, Вукосавље, Доњи Жабар, Модрича, Пелагићево, Петрово, Станари Теслић и Шамац. 

## Град Добој
| Слика | Основна школа                        | Адреса                            | Година оснивања | Ранији називи | Реф. |
| ----- | ------------------------------------ | --------------------------------- | --------------- | --- | ---- |
|       | ОШ „Вук Стефановић Караџић” Добој    | Српских Соколова 2, Добој         | 1885.           | Народна основна школа (1885-1941). Прва основна школа (1955-1964). ОШ „Народни хероји” (1974-1993)                                                                        |      |
|       | ОШ „Доситеј Обрадовић” Добој         | Хиландарска 2, Добој              | 1955.           | Друга осмогодишња школа у Добоју (1955-1965). ОШ „Сутјеска” (1975-1993)                                                                                                   |      |
|       | ОШ „Свети Сава” Добој                | Стевана Синђелића 10, Добој       | 1965.           | ОШ „Јосип Јовановић” Добој (1965-2013) |      |
|       | ОШ „Петар Петровић Његош” Бољанић    | Бољанић бб, Бољанић               | 1946.           | ОШ „Маринко Нешковић Грабљо” (1958-1979). Подручно одјељење „Митар Трифуновић Учо” из Грачанице (1979-1992). Подручно одјељење ОШ „Народни хероји” у Добоју (1992-19993). |      |
|       | ОШ „Радоје Домановић” Осјечани Горњи | Осјечани бб, Осјечани Горњи       | 1961.           | Основна школа ”Чедомир Јаћимовић” у Осјечанима (1961-1993) |      |
|       | ОШ „Ђура Јакшић” Подновље            | Подновље бб, Подновље             | 1958.           | |      |
|       | ОШ „Милан Ракић” Руданка             | Руданка бб, Велика Буковица       | 1961.           | |      |
|       | ОШ „Петар Кочић” Сјенина Ријека      | Сјенина Ријека бб, Сјенина Ријека | 1961.           | — |      |
|       | ОШ „Озрен” Доња Пакленица            | Доња Пакленица 11, Доња Пакленица | 1946.           | ОШ "Братство и јединство" (1973-1991) |      |
|       | ОМШ „Маркос Португал” Добој          | Видовданска бб, Добој             | 2010.           | — |      |

## Град Дервента
| Слика | Основна школа                                                   | Адреса                         | Година оснивања | Ранији називи                                     | Реф. |
| ----- | --------------------------------------------------------------- | ------------------------------ | --------------- | ------------------------------------------------- | ---- |
|       | ОШ „19. април” Дервента                                         | Светог Саве 4, Дервента        | 1978.           | —                                                 |      |
|       | ОШ „Никола Тесла” Дервента                                      | Трг ослобођења 10, Дервента    | 1879.           | —                                                 |      |
|       | ОШ „Тодор Докић” Календеровци                                   | Календеровци бб , Календеровци | 1926.           | —                                                 |      |
|       | ОШ „Ђорђо Панзаловић” Осиња                                     | Осиња 55, Осиња                | 1961.           | —                                                 |      |
|       | ЈУ Центар за дјецу и омладину са сметњама у развоју „Будућност” | Стефана Немање 12, Дервента    | 1948.           | Завод за слијепе и слабовиде „Будућност” Дервента |      |

## Општина Брод
| Слика | Основна школа        | Адреса                    | Година оснивања | Ранији називи | Реф. |
| ----- | -------------------- | ------------------------- | --------------- | --- | ---- |
|       | ОШ „Свети Сава” Брод | Вука Караџића бб, Брод    | 1880.           | Осмогодишња основна школа „Драго Видошевић” (1963-1970), ОШ „20. април” (1970-1993), ОШ „Брод” (1993-1996)                                                                                         |      |
|       | ОШ „Лијешће” Лијешће | Вука Караџића бб, Лијешће | 1870.           | Подручно одјељење ОШ „Бошко Буха“ у Босанском Броду (1984-1991), ОШ „Братство–јединство“ (1991-1992), подручна школа „Мирослав Радовановић“, у саставу ОШ „Свети Сава“ у Српском Броду (1996-2006) |      |

## Општина Вукосавље
| Слика | Основна школа                | Адреса                  | Година оснивања | Ранији називи | Реф. |
| ----- | ---------------------------- | ----------------------- | --------------- | ------------- | ---- |
|       | ОШ „Алекса Шантић” Вукосавље | Омладинска 3, Вукосавље | 1996.           | —             |      |

## Општина Модрича
| Слика | Основна школа           | Адреса                    | Година оснивања | Ранији називи | Реф. |
| ----- | ----------------------- | ------------------------- | --------------- | ------------- | ---- |
|       | ОШ „Свети Сава” Модрича | Цара Лазара 29, Модрича   |                 | —             |      |
|       | ОШ „Сутјеска” Модрича   | Максима Горког 2, Модрича | 1976.           |               |      |

## Општина Пелагићево
| Слика | Основна школа                | Адреса                | Година оснивања | Ранији називи | Реф. |
| ----- | ---------------------------- | --------------------- | --------------- | ------------- | ---- |
|       | ОШ „Васа Пелагић” Пелагићево | Центар бб, Пелагићево |                 | —             |      |

## Општина Петрово
| Слика | Основна школа            | Адреса              | Година оснивања | Ранији називи                                                                                 | Реф. |
| ----- | ------------------------ | ------------------- | --------------- | --------------------------------------------------------------------------------------------- | ---- |
|       | ОШ „Вук Караџић” Петрово | Петрово бб, Петрово | 1928.           | ОШ „Веселин Маслеша” (-1980.), подручно одјељење ОШ „Владимир Роловић” из Какмужа (1980-1992) |      |
|       | ОШ „Свети Сава” Какмуж   | Баре бб, Какмуж     | 1924.           | ОШ „Владимир Роловић” (1971-1992)                                                             |      |

## Општина Станари
| Слика | Основна школа                   | Адреса                   | Година оснивања | Ранији називи | Реф. |
| ----- | ------------------------------- | ------------------------ | --------------- | ------------- | ---- |
|       | ОШ „Десанка Максимовић” Станари | Рударско насеље, Станари | 1927.           | ОШ „Партизан” |      |

## Општина Теслић
| Слика | Основна школа                    | Адреса                  | Година оснивања | Ранији називи | Реф.  |
| ----- | -------------------------------- | ----------------------- | --------------- | --- | ----- |
|       | ОШ „Вук Караџић” Теслић          | Светог Саве 78, Теслић  |                 | |       |
|       | ОШ „Петар Петровић Његош” Теслић | Карађорђева 19, Теслић  | 1951.           | Државна реална гимназија (1951-1956). Народна осмогодишња школа (1957-1967). ОШ „Младост” (1967-1992)                                                              |       |
|       | ОШ „Доситеј Обрадовић” Блатница  | Блатница бб, Блатница   | 1981.           | ОШ „Загорка Илић” (1963-1991) |       |
|       | ОШ „Петар Кочић” Угодновић       | Угодновић бб, Угодновић |                 | |       |
|       | ОШ „Стеван Душанић” Прибинић     | Прибинић бб, Прибинић   |                 | |       |
|       | ОШ „Иво Андрић” Ђулићи           | Ђулићи бб, Ђулићи       |                 | — |       |
|       | ОШ „Јеврем Станковић” Чечава     | Чечава бб, Чечава       | 1864.           | | [ 1 ] |
|       | ОШ „Вук Караџић” Витковци        | Витковци бб, Витковци   | 1937.           | Државна мјешовита Народна основна школа Срез Теслићки (дио села Гојаковац). ОШ подручно одјељење ОШ "Братство" Јелах, Тешањ (1959-1976). ОШ "25. мај" (1976-1991). | [ 2 ] |

## Општина Шамац
| Слика | Основна школа                    | Адреса                           | Година оснивања | Ранији називи         | Реф.  |
| ----- | -------------------------------- | -------------------------------- | --------------- | --------------------- | ----- |
|       | ОШ „Шамац” Шамац                 | Доситеја Обрадовића 4, Шамац     |                 | —                     |       |
|       | ОШ „Србија” Горња Црквина        | Горња Црквина бб, Горња Црквина  |                 | —                     | [ 3 ] |
|       | ОШ „Горња Слатина” Горња Слатина | Горња Слатина 179, Горња Слатина | 1908.           |                       | [ 4 ] |
|       | ОШ „Обудовац” Обудовац           | Обудовац бб, Обудовац            | 1832.           | Српска школа Обудовац | [ 5 ] |